# Избори за Уставотворну скупштину Републике Италије 1946.
Избори за Уставотворну скупштину Републике Италије 1946. су одржани 2. јуна 1946. и били први избори после грађанског рата и пада фашизма.
Исти дан се гласало за институционални референдум на којем се бирало између републике или монархије. Референдум је видео победу републике (54,3%) у односу на монархију (46,7%). После референдума тек изабрана Уставотворна скупштина је добила залог да одлучи Устав и институције нове државе. Владу је формирао демохришћанин Алчиде Де Гаспери, који је постао први премијер Републике Италије у оквиру широке коалиције народног јединства.

### Резултати
Ови избори се нису одржали у Јужном Тиролу и у Јулијској крајини који су били под војном окупацијом Савезника и НОВЈ.
| Партија                            | Гласови    | %      | Мандати |
| ---------------------------------- | ---------- | ------ | ------- |
| Хришћанска демократија             | 8.101.004  | 35,21  | 207     |
| Италијанска социјалистичка партија | 4.758.129  | 20,68  | 115     |
| Италијанска комунистичка партија   | 4.356.686  | 18,93  | 104     |
| Народна демократска унија          | 1.560.638  | 6,78   | 41      |
| Фронт обичног човека               | 1.211.956  | 5,27   | 30      |
| Италијанска републиканска партија  | 1.003.007  | 4,36   | 23      |
| Национални блок слободе            | 637.328    | 2,77   | 16      |
| Странка акције                     | 334.748    | 1,45   | 7       |
| Сицилијански покрет                | 171.201    | 0,74   | 4       |
| Покрет сељака Италије              | 102.393    | 0,44   | 1       |
| Републиканска демократска алијанса | 97.690     | 0,42   | 2       |
| Сардинска странка                  | 78.554     | 0,34   | 2       |
| Италијански унионисти              | 71.021     | 0,31   | 1       |
| Хришћанско-социјална странка       | 51.088     | 0,22   | 1       |
| Демократска странка рада           | 40.633     | 0,18   | 1       |
| Републикански напредњачки фронт    | 21.853     | 0,09   | 1       |
| Oстали                             | 412.550    | 1,79   | 0       |
| Неважећи гласови                   | 1.936.708  | –      | –       |
| Укупно                             | 24.947.187 | 100,00 | 556     |
| Излазност                          | 28.005.449 | 89,1   | –       |

Извор: МУП Италије